# 黑嘴端鳳頭燕鷗
 ，也称作黑嘴凤头燕鷗，是燕鷗科的一种海鸟，种名来自德国动物学家 Heinrich Agathon Bernstein；模式标本编号 RMNH 87602。

## 特徵
體長約 38 公分，羽色為淺灰色，具醒目的黑色鳳頭，繁殖期頭頂亦為黑色。喙部黃色而先端三分之一為黑色，最尖端部分為白色，因此也有黑嘴端凤头燕鸥的名称。尾羽開叉而似燕尾。黑嘴端鳳頭燕鷗與、 白嘴端凤头燕鷗（T. sandvicensis） 和 小鳳頭燕鷗（T. bengalensis）有密切關係。則比之更大，背與翅膀顏色較深，喙全部黃色。與白嘴端凤头燕鷗的差別只是喙部的顏色與之相反 （前端黑色，餘為黃色）小鳳頭燕鷗的體型介於比中華鳳頭燕鷗略大，體羽顏色更深，喙部為鮮亮的橙紅色。

## 保護
本種為一極危物種，在1999年（至少一隻混雜於鳳頭燕鷗群中）與2000年（一個鳳頭燕鷗群集附近發現四頭成鳥和四頭雛鳥）馬祖列島的中島上發現紀錄以前，在文史記載上，已經逾百年未出現過，使其曾一度被認為已經絕種，故有「神話之鳥」之稱。於此之前，在中國大陸（山東省北部海岸、福建省闽江口）、菲律賓、泰國、印尼、和沙勞越也曾有它們的蹤影。2004年在浙江韭山列島發現另一處繁殖地。
其數目的下降被歸咎於濫採鳥蛋。牠們能夠在馬祖存活，可能的原因是馬祖過去為一處軍事禁區，進入當地被限制有關。目前馬祖將黑嘴端鳳頭燕鷗訂為縣鳥，並劃設了一燕鷗保護區。
在中國大陸和臺灣的海岸仍然有發現它們的可能，通常與別種燕鷗混群生活：正在遷徙的燕鷗曾分別於1998年與2000年在八掌溪被發現。目前的監測數據表明，該物種的全球種類總量仍少於50只，在2012年被世界自然保護聯盟列入全球最瀕危的100個物種。
澎湖縣野鳥學會2014年6月份在澎湖玄武岩自然保留區的雞善嶼發現黑嘴端鳳頭燕鷗的行影，也是目前全世界已經確認的第3個繁殖地。
2016年，首次發現黑嘴端鳳頭燕鷗在韓國繁殖。
2019年5月出沒於臺灣本島高屏溪出海口。2020年4月出現於台南市北門區急水溪口，已連續5年出現。

## 文化
當2000年發現黑嘴端鳳頭燕鷗在馬祖列島現蹤時，曾讓馬祖之名躍上國際舞台，之後馬祖當局亦以此作為觀光利器，更將黑嘴端鳳頭燕鷗訂為「縣鳥」。以觀光立縣的連江縣(馬祖)在觀光建設時更利用了黑嘴端鳳頭燕鷗的意象，如在指示路標(牌)、路燈、福澳港入口、機場到站出口、馬祖國家風景區管理處及遊客中心等地周邊皆設置了神話之鳥，甚至在廟宇藝術上運用，如南竿鄉牛峰境五靈公廟的飛簷中融入了黑嘴端鳳頭燕鷗、北竿鄉坂里天后宮之參道設置黑嘴端鳳頭燕鷗造型的石燈籠，足見「神話之鳥」在馬祖也代表了討喜、幸運。

## 外部連結
- 黑嘴端鳳頭燕鷗的照片
- 黑嘴端鳳頭燕鷗（页面存档备份，存于）
- 馬祖國家風景區管理處（页面存档备份，存于）
- 東方鳥類俱樂部：黑嘴端鳳頭燕鷗再被發現 （附照片）
- 行政院新聞局生態保育網：黑嘴端鳳頭燕鷗  X檔案
- 《黑嘴端鳳頭燕鷗瀕臨絕種》（页面存档备份，存于）  蘋果日報，2007年9月22日。

 維基物種上的相關：黑嘴端鳳頭燕鷗